# Hermann Pister

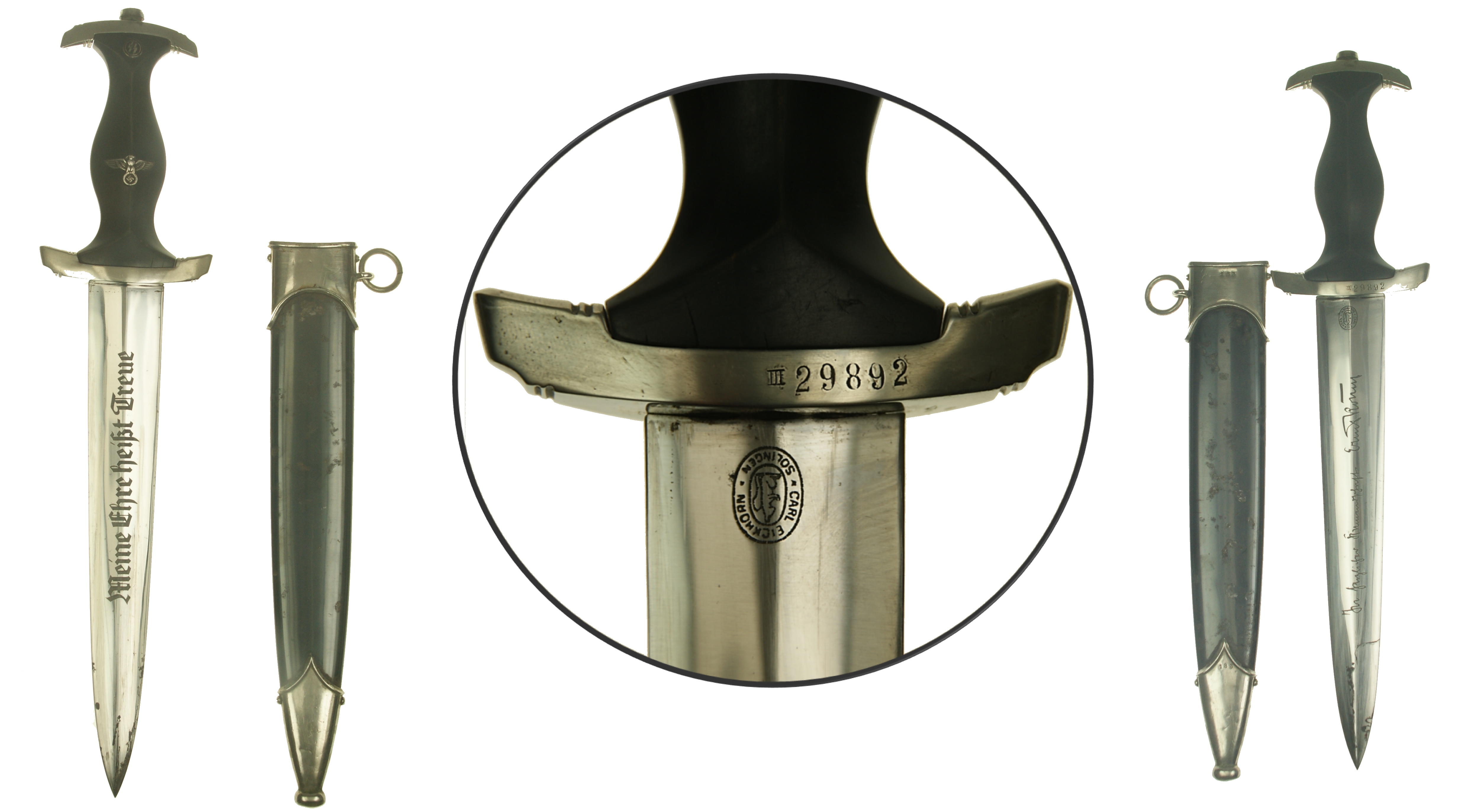
SS kordzik z Rohm napisem Hermanna Pister i numer członkostwa SS:. 29.892

Hermann Pister (ur. 21 lutego 1885 w Lubece, zm. 28 września 1948 w Landsberg am Lech) – niemiecki zbrodniarz nazistowski, SS-Oberführer, komendant niemieckiego obozu koncentracyjnego Buchenwald.

## Życiorys
Uczestniczył w I wojnie światowej, służąc w kajzerowskiej marynarce wojennej. Członek NSDAP i SS (nr identyfikacyjny 29892) od 1932. Od października 1939 pracował dla Organizacji Todt jako kierownik niemieckich obozów pracy na zachodzie Europy. Od 9 października 1939 do 21 grudnia 1941 kierował także specjalnym obozem SS w Hinzert. Następnie przeniesiony został na stanowisko komendanta obozu Buchenwald, które zajmował do 13 kwietnia 1945. Z natury biurokrata, rzadko podejmował działania z własnej inicjatywy. W przeciwieństwie do swego poprzednika na stanowisku komendanta Buchenwaldu, Karla Kocha, Pister stosował terror obozowy w sposób bardziej zorganizowany. Spowodował, iż zbrodnie dokonywane w obozie zawsze miały pozory legalności. Odpowiadał między innymi za funkcjonowanie Kommando 99 i wspierał pseudoeksperymenty wykonywane na więźniach obozu przez lekarzy SS.
Próbował uciekać przed nadciągającymi wojskami alianckimi, lecz ostatecznie został aresztowany przez Amerykanów 13 czerwca 1945 koło Monachium. Pister zasiadł następnie na ławie oskarżonych w toczącym się przed amerykańskim Trybunałem Wojskowym w Dachau procesie załogi Buchenwaldu (US vs. Josias Prince Zu Waldeck i inni). Podczas postępowania sądowego Pister usiłował wmówić Trybunałowi, że nie miał pojęcia o tym, by w obozie mordowano i maltretowano więźniów. 12 sierpnia 1947 został uznany za winnego zarzucanych mu zbrodni i skazany na karę śmierci przez powieszenie. Hermann Pister zmarł jednak na zawał serca w więzieniu Landsberg 28 września 1948 przed wykonaniem wyroku.